# Clear Horizon – The Best of Basia
Clear Horizon – The Best of Basia – kompilacja Basi wydana w 1998 roku.

## Tło
Piosenki pochodzą z trzech albumów studyjnych Basi: Time and Tide (utwory 4, 7, 10, 13, 15), London Warsaw New York (2, 8) oraz The Sweetest Illusion (3, 6, 9, 11, 14). Utwór „Half a Minute” pochodzi z płyty Whose Side Are You On? wydanej w 1984 roku przez zespół Matt Bianco, w którego składzie byli wówczas Basia i Danny White. Pozostałe cztery utwory („Clear Horizon”, „Waters of March”, „Go for You” oraz „Angels Blush”) pierwszy raz ukazały się na tej płycie. „Waters of March” to cover utworu „Águas de Março” z repertuaru Antônio Carlosa Jobima.
Album ukazał się najpierw w Japonii 11 listopada 1998, a jego ogólnoświatowa premiera odbyła się w następnym tygodniu. Tytułowy utwór został wydany jako singel promujący i dotarł do 12. miejsca Listy przebojów Programu Trzeciego w Polsce oraz 31. miejsca na liście japońskiej rozgłośni J-Wave. Płyta była ostatnim wydawnictwem Basi dla koncernu Sony Music, z którym była związana od początku swojej światowej kariery. Składanka odniosła umiarkowany sukces i to tylko w Japonii, głównie ze względu na brak promocji ze strony wytwórni.

## Lista piosenek
1. „Clear Horizon” – 4:15
2. „Cruising for Bruising” – 4:10
3. „Drunk on Love” – 4:46
4. „Time and Tide” – 4:04
5. „Waters of March” – 3:59
6. „Third Time Lucky” – 5:02
7. „Promises” – 4:06
8. „Baby You're Mine” – 3:36
9. „Yearning” – 5:23
10. „Astrud” – 4:41
11. „An Olive Tree” – 5:01
12. „Go for You” – 4:05
13. „New Day for You” – 4:29
14. „Perfect Mother” – 3:53
15. „From Now On” (Live) – 3:55
16. „Half a Minute” (Live) – 3:56
17. „Angels Blush” – 3:58

## Pozycje na listach
| Kraj    | Lista  | Najwyższa pozycja |
| ------- | ------ | ----------------- |
| Japonia | Oricon | 50                |